# Kunbir consobrina
Kunbir consobrina là một loài bọ cánh cứng trong họ Cerambycidae.